# El Draft Del Reggaeton
El Draft Del Reggaeton è il primo album di raccolta del gruppo musicale portoricano Plan B, pubblicato l'8 ottobre 2005.

## Tracce
1. Starting Line Up, The
2. Metele Coraje
3. Mi Senora
4. Estoy en Mi Cama
5. Activo
6. Tu No Estas
7. Fuakata
8. Te Conoci
9. Siguelo Bailando Solita
10. Así
11. Descontrolate
12. Yo Quiero Ser Tu Hombre
13. Ella es Pura
14. Cuando Te Sienta Sola
15. Medicina
16. Me Gustan Todas
17. Damelo Duro
18. Winding Go Down Girl
19. Me Estas Tentando
20. No Se Traben
21. Machucala
22. No Digas Que No
23. Nena
24. El Preso